# Bakov nad Jizerou
Bakov nad Jizerou (en allemand : Backofen an der Iser ou Bakow an der Iser) est une ville du district de Mladá Boleslav, dans la région de Bohême-Centrale, en Tchéquie. Sa population s'élevait à 5 316 habitants en 2024.

## Géographie
Bakov nad Jizerou est arrosée par la Jizera, un affluent de l'Elbe et se trouve à 9 km au nord-nord-est de Mladá Boleslav et à 58 km au nord-est de Prague.

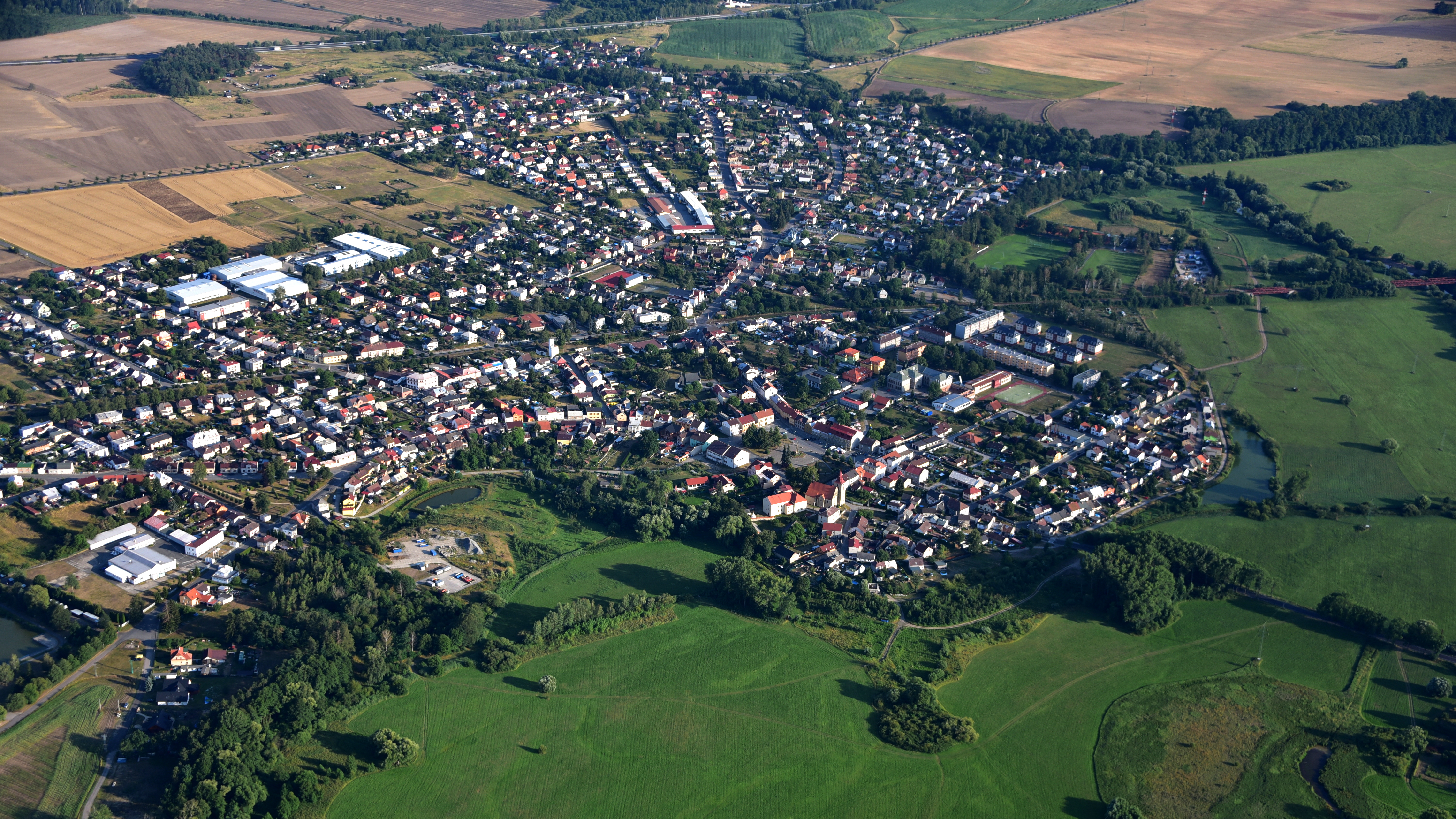
Vue aérienne oblique.

La commune est limitée par Bílá Hlína, Nová Ves u Bakova, Ptýrov et Mnichovo Hradiště au nord, par Kněžmost à l'est, par Dolní Stakory, Kosmonosy et Bradlec au sud, et par Bítouchov à l'ouest.

## Histoire
La première mention écrite de la localité date du XIIIe siècle ; c'était alors un village de pêcheurs.

## Administration
La commune se compose de six sections :
- Bakov nad Jizerou
- Buda
- Horka
- Chudoplesy
- Malá Bělá
- Zvířetice

## Galerie

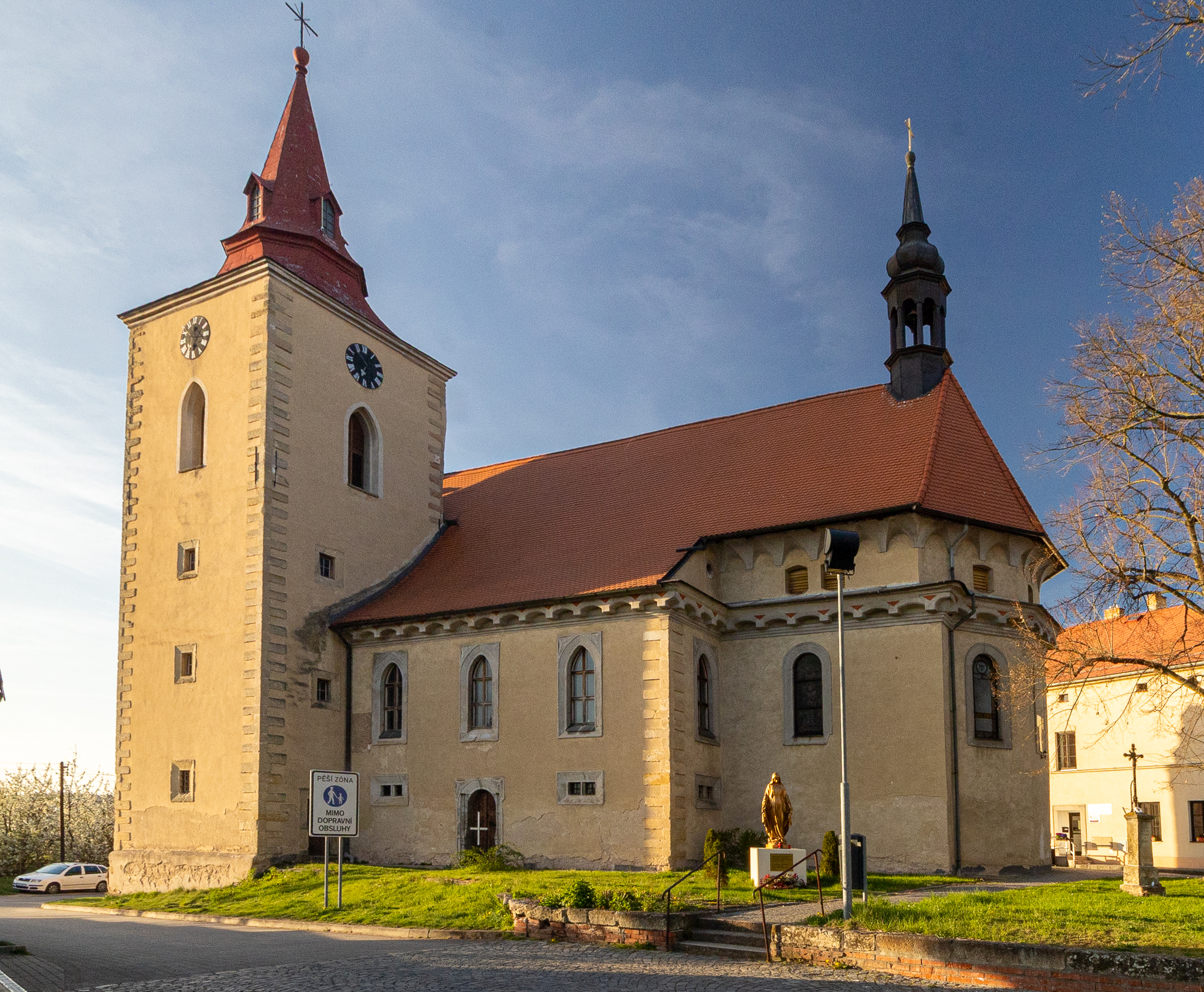
Église Saint-Barthélemy.
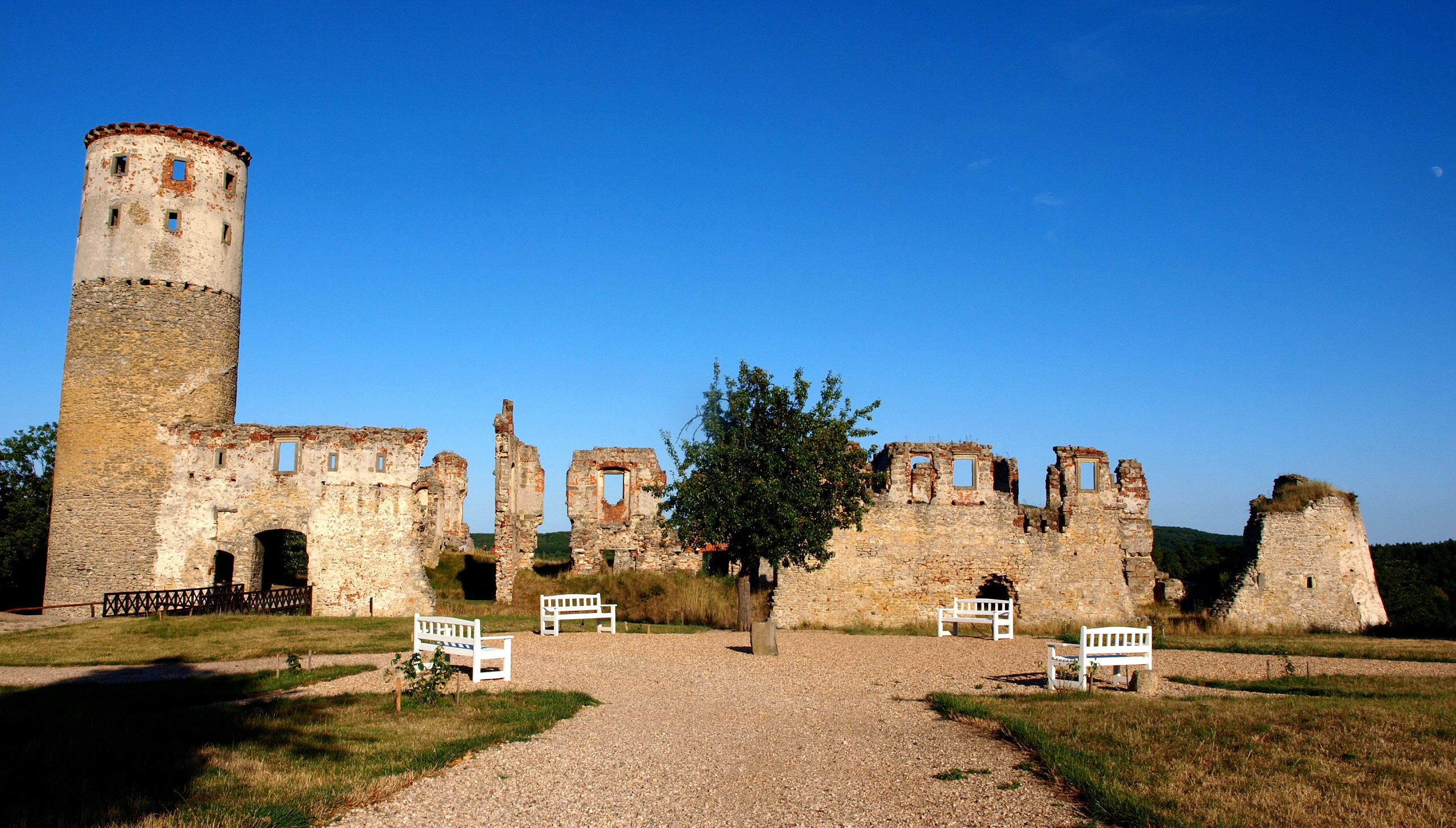
Ruines du château de Zvířetice.

## Transports
Par la route, Bakov nad Jizerou se trouve à 14 km de Mladá Boleslav et à 70 km du centre de Prague.